# Spiraea prostrata
Spiraea prostrata là loài thực vật có hoa trong họ Hoa hồng. Loài này được Maxim. miêu tả khoa học đầu tiên năm 1879.